# Mabi, Fujian
Mabi (kinesiska: 马鼻) är en köping i sydöstra Kina. Den ligger i Lianjiang härad i provinshuvudstaden Fuzhou i provinsen Fujian, omkring 48 kilometer nordost om centrala Fuzhou. Antalet invånare är 26 516. Befolkningen består av 13 298 kvinnor och 13 218 män. Barn under 15 år utgör 18,0 %, vuxna 15-64 år 69 %, och äldre över 65 år 12,0 %.